# Экспедиции Отани
Экспедиции Отани — серия японских археологических исследований остатков древних городов и захоронений в оазисах Синьцзяна в Китае, организованная в 1902—1914 годах японским исследователем Отани Кодзуй.
Менее известные маршруты Экспедиций Отани также эпизодически охватывали территории Индии, Непала и России (Сибирь), а также Южную и Северную Америку. Результаты экспедиций описывались неоднократно, в том числе 6-томным японским изданием 1937 года. Однако относительно них существует ряд значительных не вошедших в описание дополнительных деталей. Частично это связано с тем, что на период первой экспедиции пришлась Русско-японская война.

## Первая экспедиция Отани
Первая экспедиция (1902—1904), единственная из трёх, которой Отани Кодзуй руководил лично, была организована им как часть его возвращения из Европы в Японию. Он выехал из Лондона 16 августа 1902 года, а 21 августа в Санкт-Петербурге собрал единомышленников (Иноуэ Коэн, Хонда Эрю, Ватанабэ Тэссин, Хори Кэнъю), и экспедиция отправилась в Кашгар через Баку, Самарканд, Андижан, Ош, прибыв в Кашгар 21 сентября. Здесь экспедиция обсудила планы с британским коллегой полковником Майлзом и приняла решение разделиться на две. Отани, Иноуэ и Хонда составили Индийскую группу, а Ватанабэ и Хори — Центральноазиатскую. Вместе они выехали из Кашгара 27 сентября, и, добравшись до Яркенда, разделились.
Индийская группа, с тремя лошадьми и четырнадцатью верблюдами, проследовала через проход Минтака и, пройдя через Гилгит, 9 октября достигла Сринагара в Кашмире. Из Индии она морем добралась до Японии.
Центральноазиатская группа вернулась в Яркенд и отправилась на восток, проведя 40 дней на раскопках древних городов Хотана. 2 января 1903 года она покинула Хотан и прошла через Такла-Макан к Аксу и Турфану. 20 февраля группа вернулась в Кашгар и предприняла новое путешествие через Баралбаши, Тумшук, Аксу и Бай, 10 апреля прибыв в Кызыл около города Куча. Куча заняла их на 4 месяца. Здесь группа исследовала ряд археологических памятников, в том числе Дулдук-окур, Восточный и Западный Субаши, пещеры Кизила и Кумтуры. До этого неисследованная Куча стала основной точкой приложения усилий экспедиции, поскольку Хотан был уже исследован Стейном, а Турфан — немецкими археологами. После раскопок экспедиция вернулась в Японию через Китай, миновав Турфан, Урумчи, Хами и Сиань.
Отани Кодзуй вынужден был прекратить личное участие в экспедициях в связи с наследованием обязанностей настоятеля в 1903 году, получив известие о смерти своего отца, Отани Косона. В качестве настоятеля он продолжал организацию экспедиций, а также совершил модернизацию буддийской школы Дзёдо-синсю в Киото.

## Вторая экспедиция Отани
Вторая экспедиция (1908—1909) в составе: Татибана Дзуитё и Номура Эйдзабуро отправилась из Пекина через Внутреннюю Монголию в Гучэн и Урумчи, и 15 ноября достигла Турфана. Здесь экспедиция исследовала археологические памятники Ярхото, Муртук, Караходжа и Тоюк. Далее она проследовала в Кизил и исследовала буддийские пещеры Кумтуры и т. д. Здесь она обнаружила значительное число буддийских письменных памятников. Совместно исследовав памятники Турфана, Карашара и Корлы, исследователи разделились. Татибана исследовал Лоб-Нор, Лоулань, Хотан и Яркенд, а Номура — Кучу и Кашгар.
В период с 25 февраля по 6 мая 1909 года Номура обнаружил под песками пещер Кумтуры китайскую рукопись 782 года, а Татибана в песках Лоуланя — рукопись начала IV века, принадлежащую Заместителю Управителя Западных Земель Ли Бо. Значительное число фрагментов письменных памятников принесли и пещеры Тоюка.
После раскопок исследователи воссоединились и вернулись в Японию через Индию.

## Третья экспедиция Отани
Третья экспедиция (1910—1914), в составе: Татибана Дзуитё, Ёсикава Коитиро, Ватанабэ Тэссин, А. О. Гоббс и Ли Юцин также содержала две независимых группы. Она началась после того, как Татибана вместе с Отани написали исследование по результатам раскопок буддийских древностей. Татибана переехал в Лондон, откуда 16 августа, взяв с собой 18-летнего Гоббса, он начал третью экспедицию, проехав через Россию, где посетил Омск. 19 октября он прибыл в Урумчи, откуда отправился в Турфан, а оттуда в Кучу через Лоб-Нор, сделав крюк к городу Черчен. Между тем Гоббс, который приехал в Кучу напрямую, умер здесь от оспы. Татибана отвёз его тело в Кашгар, где похоронил. После этого 7 мая 1911 года он прибыл в Хотан, где встретил Ватанабэ и провёл раскопки вместе с ним.
В это время Отани отправил в Синьцзян Ёсикаву и повара поместья Отани, Ли Юцина. Через Шанхай, Ханькоу и Сиань 5 октября они прибыли в Дуньхуан, где должны были встретиться с Татибаной. Однако Татибана задержался, и Ёсикава самостоятельно исследовал пещеры Могао: сделал съёмку фресок и статуй, изготовил оттиски (rubbings) и купил ряд старинных рукописей. После прибытия Татибаны в конце января — начале февраля группа продолжила покупку дуньхуанских рукописей у Ван Юаньлу. Коллекция составила в результате 369 единиц. Далее экспедиция отправилась на север, раскопала фрагменты буддийских рукописей в Тоюке, далее в Астане и Гаочане приобрела несколько надгробных камней, тканей, документов и артефактов из могил. После этого Татибана уехал в Японию, а Ёсикава исследовал Тянь-Шань, где собрал ботаническую коллекцию. 5 января 1914 года он уехал из Урумчи в Японию через Баотоу, Хухэ-хот и Пекин.

## Значение
Данная серия археологических исследований была одной из самых значительных в истории исследований региона в первой половине XX века. Она создала значительные коллекции, в том числе выделяются коллекции письменных памятников.
Значительная по объёму и важная для науки археологическая «Коллекция Отани» ныне разделена между музеями в Японии (Киото и Токио), а также в Китае и Корее. Дневники и фотографии, сделанные экспедициями, а также их ботанические коллекции хранятся в Университет Рюкоку в Японии.
Среди археологических открытий экспедиции выделяется исследование Субаши и Кучи в Синьцзяне.